# Resolución 1916 del Consejo de Seguridad de las Naciones Unidas
La resolución 1916 del Consejo de Seguridad de las Naciones Unidas, aprobada por unanimidad el 19 de marzo de 2010, decidió prorrogar en doce meses el mandato del Grupo de Supervisión e incluir en la vigilancia del cumplimiento del embargo de armas impuesto a Somalia también a Eritrea. El Consejo de Seguridad se reafirmó en las resoluciones anteriores número 733 (aprobada en 1992, en la cual se estableció un embargo de todos los suministros de armas a Somalia), 1519 (2003), 1558 (2004), 1587 (2005), 1630 (2005), 1676 (2006), 1724 (2006), 1744 (2007), 1766 (2007), 1772 (2007), 1801 (2008), 1811 (2008), 1844 (2008), 1853 (2008), 1862 (2009) y 1907 (2009).

## Resolución

### Observaciones
El Consejo de Seguridad recordó que el embargo impuesto a Somalia no era aplicable, según lo indicado en las resoluciones 1744 y 1722, al equipamiento de la Misión de la Unión Africana en Somalia (AMISOM) ni a la ayuda proporcionada por terceros Estados con el fin de mejorar la seguridad ejercida por las instituciones nacionales, siempre y cuando el Comité (establecido según lo ordenado en la resolución 751) no emitiera una decisión desfavorable. Se reafirmó el respeto por la integridad territorial, independencia y soberanía de Eritrea, Somalia y Yibuti; reafirmándose también el Consejo de que el Acuerdo y el proceso de paz de Yibuti constituían la base para la solución del conflicto en Somalia.
El Consejo condenó los movimientos de armas y municiones que entraban en Somalia y Eritrea por infringir el embargo impuesto a ambos países (a Eritrea por la resolución 1907) y suponer una grave amenaza para la paz y la estabilidad en la región. Se exhortó todos los Estados miembros de la Organización, en especial a los de la región, a abstenerse cometer cualquier acción que contraviniera el embargo de armas existente sobre ambos países, afirmando que era importante intensificar la supervisión de dichos embargos, puesto que su cumplimiento mejoraría la situación en la seguridad.

### Acciones
Determinando que la situación en Somalia, las acciones en Eritrea y la controversia entre Eritrea y Yibuti seguían suponiendo una amenaza para la paz, y actuando según el Capítulo VII de la Carta de las Naciones Unidas, el Consejo de Seguridad destacó que el la obligación de todos los Estados era el cumplimiento de las medidas derivadas de la resolución 733 y sus posteriores ampliaciones, además de las resoluciones 1844 y  1907, reiterando su voluntad de mejorar la vigilancia sobre la situación de embargo existe. El Consejo recalcó la importancia de las operaciones de distribución de ayuda humanitaria, condenando malas prácticas existentes (politización, mal uso o apropiación indebida de la misma), acordando que la situación de embargo no afectaría a los programas de asistencia humanitaria. Se solicitó al coordinador de la ayuda humanitaria de las Naciones Unidas para Somalia que presentara un informe cada seis meses sobre la distribución de ayuda en el país.
Por otro lado, el Consejo de Seguridad decidió prorrogar el mandato del Grupo de Supervisión (contemplado en el párrafo 3 de la resolución 1558) doce meses más, instando al Secretario General de la Organización a tomar las medidas necesarias para el restablecimiento inmediato de las labores de dicho Grupo. Solicitó a todos los Estados miembros, en especial a Eritrea y al Gobierno Federal de Transición de Somalia a colaborar y hacer colaborar a las personas y entidades bajo sus respectivas jurisdicciones con el Grupo de Supervisión.